# 五條市コミュニティバス
五條市コミュニティバス（ごじょうしコミュニティバス）は、奈良県五條市にて運行しているコミュニティバスである。

## 概要
五條市では、合併前の旧大塔村当時から村内で運行していた「ふれあいバス」のほか、奈良交通五條日裏線の休止に伴う代替として、西吉野地域にてへき地患者輸送車を有償化した五條市生活バス（ごじょうしせいかつバス）を運行していたが、五條地域にて公共交通空白地域の改善を目的としてコミュニティバス（五條コース）を運行開始するに当たり、従来の西吉野地域、大塔地域の路線も併せて「五條市コミュニティバス」とした。この際、西吉野地域（五條市生活バス）、大塔地域（ふれあいバス）はそれぞれ「西吉野コース」「大塔コース」に名称変更した（※当時は道路運送法の規定に基づく自家用自動車（白ナンバー車）による有償運送であった）。
2021年（令和3年）11月10日から、五條市のシンボルキャラクターの「ゴーちゃん」という愛称でバス路線・タクシー路線を奈良交通と五條市内にあるタクシー会社に委託運行している（※タクシー会社の委託先は各路線を参照）。

## 沿革
- 2008年（平成20年）4月1日 - 西吉野地域にて五條市生活バス実証運行開始。運行区間は勢井 - 屋那瀬間及び桧川迫 - 屋那瀬間[1]。
- 2009年（平成21年）12月1日 - 五條市生活バスの運行日・時刻の再編。新車両を導入。
  - 桧川迫・屋那瀬線の運行日を月曜・水曜・金曜のみに変更。
- 2011年（平成23年）4月1日 - 五條地域でのコミュニティバス運行開始[2] に伴い、西吉野、大塔地域（いずれも本格運行化）の路線も含めて「五條市コミュニティバス」とする。
- 2021年（令和3年）11月10日 - 運行経路を見直し。「ゴーちゃん」という愛称が付く。この改正に併せて、牧野・北宇智・二見の各方面へ運行する路線を予約制デマンドタクシーに変更。

## 運行日
- 平日は全路線で運行設定がある（※年末年始期間(後述)を除く）。
- ゴーちゃんバスの「南奈良総合医療センター通院ライン」[3] とゴーちゃんタクシーは土曜・休日と年末年始（12月29日から翌年1月3日）に、ゴーちゃんバスの「五条駅・田園方面ライン」は年末年始（12月29日から翌年1月3日）にそれぞれ運休する。

## 運賃
- 大人：200円

全区間共通。小学生以下と障がい者（手帳の提示が必要）は無料。
回数券（2,000円）の販売もある。
「ゴーちゃんバス」では交通系ICカードとCI-CA（）を使用することができる。

## 路線

### 現在の路線
コミュニティバスの「ゴーちゃんバス」と予約制デマンドタクシーの「ゴーちゃんタクシー」がある。なお、経路や運行に関する情報は2021年（令和3年）11月10日改正時のものである。

#### ゴーちゃんバス

##### 五条駅・田園方面ライン
運行委託：奈良交通葛城営業所
- 五條バスセンター - 五条駅 - 五條市役所 - 五條高校 - 田園一丁目 - 田園三丁目 - 田園二丁目 - （田園五丁目 - ）五條西中学校 - なつみ台二丁目
- 五條バスセンター - 五条駅 - 五條市役所 - 五條高校 - 田園一丁目 - 田園三丁目 - 田園二丁目 - 田園五丁目
- 五条駅北口 - 五條高校 - 田園一丁目 - 田園三丁目 - 田園二丁目 - 田園五丁目
- 五条駅北口 - 五條高校 - 田園一丁目
- 五条駅北口 → 五條高校

備考
五條バスセンター発着のうち、平日朝に運行する1往復は五条駅を経由しない。
なつみ台二丁目発着は平日のみ、五條高校行きは平日の開校日のみそれぞれ運行。

##### 南奈良総合医療センター通院ライン
運行委託：奈良交通葛城営業所
- 五條バスセンター - 栄山寺口 - 国道三在 - 住川 - 居伝町/エルベタウン - 大野新田西 - 南奈良総合医療センター - 福神駅

#### ゴーちゃんタクシー

##### 県営南和団地 - 野原経由JR五条駅線
運行委託：野原タクシー
- 出屋敷 - エルベタウン - 新居傳 - 北宇智駅 - 五條バスセンター - 五條市役所 - 戎神社前 - 野原(西) - 五條病院 - 野原(東) - ちべん保育園前 - 智辯宗本部 - 栄山寺口(東) - イオン五條店 - 五條バスセンター - JR五条駅 - 五條市役所

フリー降車区間
- 出屋敷 - エルベタウン
- 五條病院 - 野原(東)
- ちべん保育園前 - 栄山寺口(東)

※国道区間を除く。

##### 城戸 - 谷ノ宮経由五條線
運行委託：五條二見交通
- 城戸 - 西吉野温泉口 - むすばれ橋 - 川岸 - 十日市 - 唐戸 - 谷の宮 - 湯川 - 阿弥陀堂前 - 五條病院 - 野原(西) - 戎神社前 - 五條市役所 - JR五条駅 - 五條バスセンター - イオン五條店

フリー乗降区間
- 城戸 - 五條病院

※国道区間を除く。

##### 樫辻 - 奥谷経由五條線
運行委託：五條二見交通
- 樫辻集会所 - 賀名生 - 長谷橋(西新子) - 坂口橋 - 産直前 - 奥谷 - 大堀口 - 霊安寺(良峰) - 五條病院 - 野原(西) - 戎神社前 - 五條市役所 - JR五条駅 - 五條バスセンター - イオン五條店

フリー降車区間
- 樫辻集会所 - 五條病院

※国道区間を除く。

##### 西阿田線
運行委託：五條二見交通
- 五條病院 - 五條市役所 - JR五条駅 - 五條バスセンター - イオン五條店 - 栄山寺口(東) - 栄山寺前 - 芝崎 - 阿田橋 - 南阿田 - 八田東 - 阿太山田 - 東阿田 - 国道三在 - 栄山寺口(国道) - イオン五條店 - 五條バスセンター - 五條市役所

フリー降車区間
- 栄山寺口(東) - 阿太山田

※国道区間を除く。

##### 大深線
運行委託：五條二見交通
- 大深小学校 - 大深 - 谷大深口 - 田殿 - 火打 - 火打口 - 阪合部局前 - 御山 - 五條病院 - 野原(西) - 戎神社前 - 五條市役所 - JR五条駅 - 五條バスセンター - イオン五條店

フリー降車区間
- 大深小学校 - 五條病院

##### 牧野方面コース
運行委託：野原タクシー
- 「地域の停留所」の例
  - 中央公民館、牧野公民館、大澤集会所、水沢集会所、岡八幡神社、5万人の森公園、草谷寺口
- 「町なか停留所」（※下記の各停留所）
  - 中央公民館、五條市役所、五条駅、五條バスセンター、オークワ五条店、田園一丁目、五條病院、カルム五條

備考
- エリア内の指定停留所間を予約運行するが、「町なか停留所」の停留所間のみを利用することはできない。
- 中央公民館は「地域の停留所」と「町なか停留所」を兼ねる。

##### 北宇智方面コース
運行委託：野原タクシー
- 「地域の停留所」の例
  - 今井町、岡町北、北宇智駅、居傳町集会所、住川、地福寺、久留野
- 「町なか停留所」（※下記の各停留所）
  - 中央公民館、五條市役所、五条駅、五條バスセンター、オークワ五条店、田園一丁目、五條病院、カルム五條

備考
- エリア内の指定停留所間を予約運行するが、「町なか停留所」の停留所間のみを利用することはできない。

##### 二見方面コース
運行委託：野原タクシー
- 「地域の停留所」の例
  - オークワ五条店、大和二見駅前、生蓮寺、二見公園、上野公園、畑田、相谷集会所、花咲寮、新町一丁目
- 「町なか停留所」（※下記の各停留所）
  - オークワ五条店、中央公民館、五條市役所、五条駅、五條バスセンター、田園一丁目、五條病院、カルム五條

備考
- エリア内の指定停留所間を予約運行するが、「町なか停留所」の停留所間のみを利用することはできない。
- オークワ五条店は「地域の停留所」と「町なか停留所」を兼ねる。

### 過去の路線
※路線名・経路とも、2011年4月1日運行開始当時。なお、AからFの各系統は2021年11月9日の運行をもって廃止された（※「コース」が付く路線の廃止日は不明）。

#### 五條コース
なつみ台・五條病院線（A系統）
- なつみ台二丁目 - 五條西中学校 - 田園二丁目 - 五万人の森公園 - 五條高校 - 岡町 - 五條本町三丁目 - 戎神社前 - 県立五條病院

小和・五條病院線（B系統）
- 小和 - 久留野中 - 近内 - 北宇智駅 - 近内 - 西河内 - 岡町北 - 今井町 - 五條バスセンター - 五条駅 - 戎神社前 - 県立五條病院

畑田・五條病院線（C系統）
- 畑田 - 上野 - 二見駅前 - 戎神社前 - 県立五條病院

五條病院・五條バスセンター線（D系統）
- 県立五條病院→戎神社前→五条駅→五條バスセンター

北宇智駅・五条駅北口線（E系統）
- 北宇智駅→近内→久留野中→五万人の森公園→五條高校→五条駅北口

なつみ台・五条駅北口線（F系統）
- なつみ台二丁目 - 五條西中学校 - 田園二丁目 - 五條高校 - 五条駅北口

#### 西吉野コース
勢井・屋那瀬線
- 勢井 - 日裏 - 上茄子原 - 立川渡 - 城戸 - 屋那瀬 鎌田医院前

桧川迫・屋那瀬線
- 桧川迫専名寺下 - 大峰桧川迫集会所前 - 津越上 - 陰地上 - 城戸 - 屋那瀬 鎌田医院前

#### 大塔コース
篠原・交流館線
- 篠原 - 惣谷 - 寺瀬見 - 交流館

引土・交流館線
- 引土 - 殿野 - 交流館

天辻・交流館線
- 天辻 - 阪本 - 大塔支所 - 交流館

簾・交流館線
- 簾 - 阪本 - 中原 - 大塔支所 - 交流館

大塔支所・篠原玉井下線
- 大塔支所 - 交流館 - 寺瀬見 - 惣谷 - 篠原 - 篠原玉井下

## 車両

### 現在
奈良交通
- いすゞ・エルガ - 五條高校行き（スクール便）のみ。
- 日野・リエッセ - ゴーちゃんバス

五條二見交通
野原タクシー

### 過去
- 日野・リエッセ - 五條コース（定員38名）
- トヨタ・ハイエース - 西吉野コース（定員14名）、大塔コース（定員8名）

※大塔コースは小型バス（定員29名）も運行を担当した。

## ギャラリー

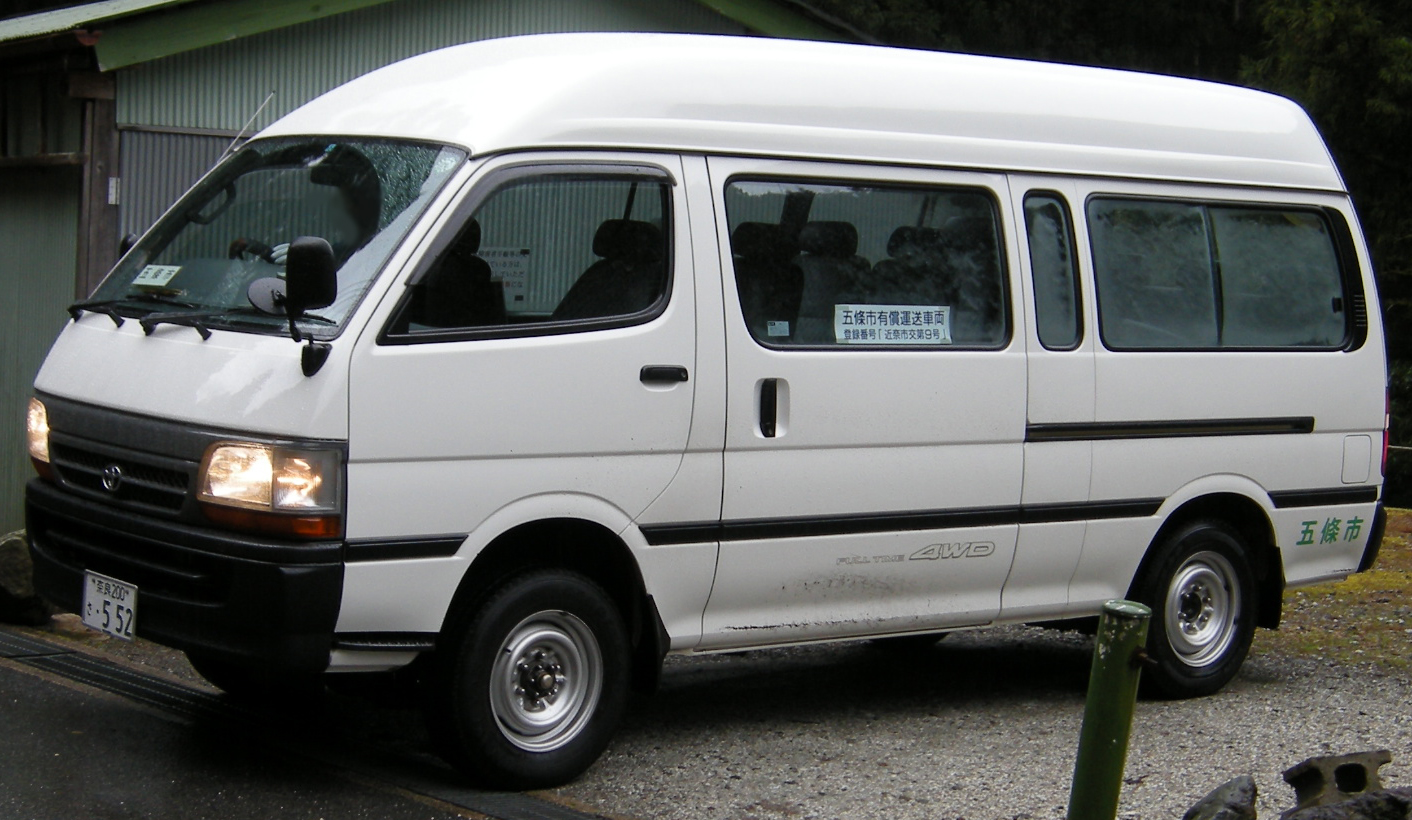
五條市生活バス当時の車両（2009年）
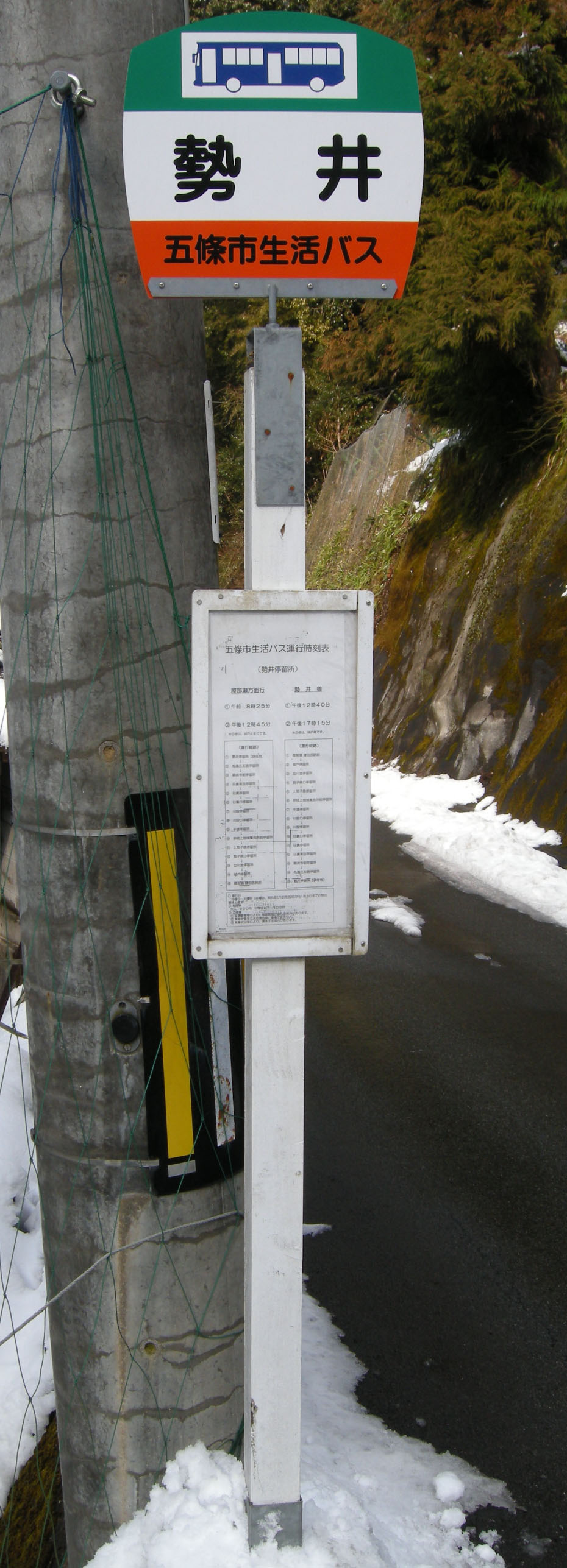
五條市生活バス当時のバス停（2009年）